# Jade Summers
Kira er en dansk pornomodel, der har været i branchen siden ca. 2006[kilde mangler]. Hun er kendt for sine mange deltagelser i de danskproducerede film og for indhold på diverse danske pornosites. Ud over det er hun også kendt for sin deltagelse i Clubdenice.dk's Tour med Erotic World rundt i Danmark fra januar til maj 2008.

## Filmografi[3]
- Studenterfesten
- Jagad av sex
- Legs Wide Open
- Redo for Sex
- Jagad av sex
- Sex På Stan
- Svenska langt ner i halsen
- Swedish Deep Throat
- Wanjas sköna sommar
- Dansk Pigesex
- Dansk POV vol. 1
- Bag Scenerne
- Party Uartig
- Babes of Denmark, DK production